# Página de sucesos
Página de sucesos és una sèrie espanyola de televisió de 13 capítols d'una hora de durada, estrenada en TVE el 18 d'octubre de 1985, amb direcció d'Antonio Giménez Rico.

## Argument
La sèrie narra les aventures de dos periodistes, Charly (Patxi Andion) i Pepe (Iñaki Miramón), que treballen en la secció de successos del periòdic El correo independiente. En cada episodi se'ls assigna la tasca de cobrir la informació sobre un succés esdevingut a la ciutat de Madrid. La crònica negra s'alterna, a més, amb històries personals dels personatges principals.

## Repartiment
- Patxi Andion… Charly
- Iñaki Miramón… Pepe
- María Asquerino… Cándida
- Elisa Laguna… Mercedes
- Ana Gracia… María Luisa
- Alicia Sánchez

## Fitxa tècnica
- Direcció, realització: Antonio Giménez Rico
- Guió: Esmeralda Adán y Manuel Ruiz Castillo
- Producció: Ramón Salgado
- Fotografia: Rafael Casenave
- Música: Carmelo Bernaola

## Episodis
- El asesinato de un hada - 25 d'octubre de 1985
  - Elulalia Ramón
  - Juan Diego

- Cuatreros - 1 de novembre de 1985
  - Félix Dafauce
  - Nina Ferrer
  - Claudia Gravy
  - Francisco Marsó
  - Francisco Merino

- Cintas verdes 15 de novembre de 1985
  - Carlos Lucena
  - Félix Rotaeta
  - Pepa Valiente
  - Fernando Valverde

- La curiosidad mata al gato - 22 de novembre de 1985
  - Sancho Gracia
  - Jack Taylor
  - Elke Widmayer

- Camellos, caballos y monos - 29 de novembre de 1985
  - Juan Luis Galiardo
  - Ricardo Palacios
  - María Luisa San José

- Como cristal - 6 de desembre de 1985
  - Paco Catalá
  - Manuel Torremocha

- El crimen de Don Benito - 13 de desembre de 1985
  - Inma de Santis
  - Mercedes Gamero
  - Arturo López
  - Elisenda Ribas

- Parejas rotas - 27 de desembre de 1985
  - Asunción Balaguer
  - Álvaro de Luna
  - Maria Elías
  - Beatriz Elorrieta
  - María Garralón
  - Concha Leza

- El secreto de un burgués - 3 de gener de 1986
  - Simón Andreu
  - Antonio Gamero

- El sacamantecas - 10 de gener de 1986
  - Esperanza Alonso
  - Carmen Lozano
  - Guillermo Montesinos
  - Mario Pardo
  - Fernando Sancho

- La voz del Diablo - 17 de enero de 1986
  - Cándida Losada
  - Luis Maluenda
  - Manuel Peiró
  - Miguel Rellán